# Boarhunt
Boarhunt is een civil parish in het bestuurlijke gebied City of Winchester, in het Engelse graafschap Hampshire met 600 inwoners.